# White Cube

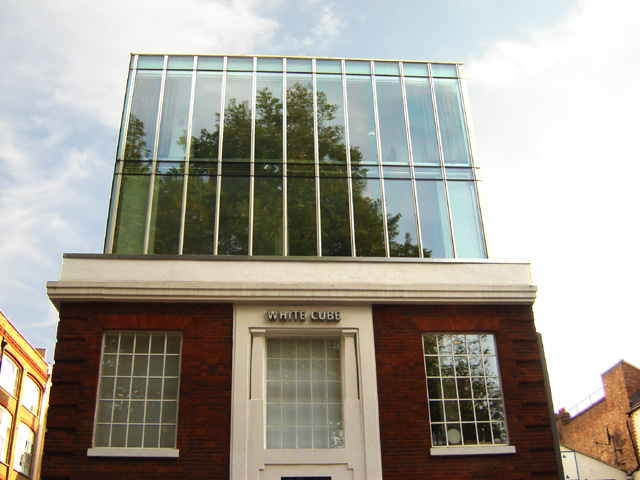
El actualmente extinto White Cube, Hoxton Square, Londres, que cerró en 2012.

White Cube es una galería de arte contemporáneo propiedad de Jay Jopling con dos ramas en Londres (Inglaterra): Mason's Yard, en el centro de Londres, y otra en Bermondsey, en el sudeste de Londres, además de una en Hong Kong y otra en São Paulo. El espacio de Hoxton Square en el East End cerró a finales de 2012. La galería se hizo famosa por proteger a Damien Hirst, Tracey Emin, Marc Quinn y otros artistas internacionalmente reconocidos.

## Historia
White Cube es propiedad del marchante de arte Jay Jopling (un antiguo etoniano e hijo de un miembro del Parlamento conservador) quien, hasta septiembre de 2008, se casó con la artista Sam Taylor-Wood. Primero abrió en una habitación pequeña y cuadrada en mayo de 1993 en Duke Street, St James's, una calle tradicional para el comercio de arte en el West End. En esa ubicación había una regla en la que un artista sólo podía exponer una vez. La galería logró su reputación siendo la primera en otorgar exposiciones individuales a los Young British Artists (YBAs), incluyendo a Tracey Emin.
En abril de 2000 se trasladó al 48 de Hoxton Square, un edificio de los años veinte que previamente había sido ocupado por la pequeña editorial Gerald Duckworth & Co., y había sido antes una fábrica de pianos. En 2002, se le añadieron otros dos pisos (750 m²) añadiendo una unidad prefabricada en lo alto de la estructura preexistente.

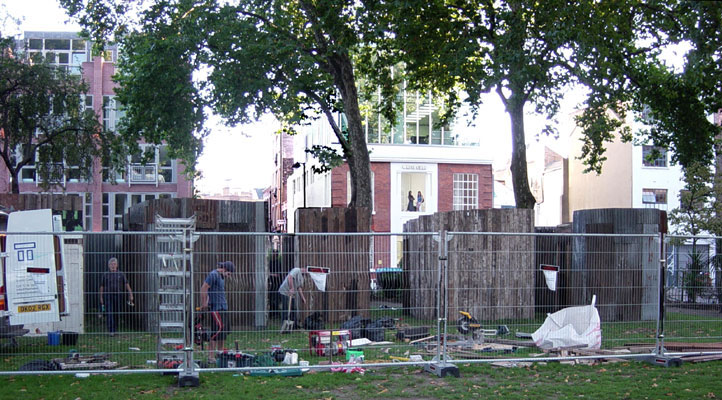
Una instalación de White Cube establecida en Hoxton Square frente a la galería.

La zona de Hoxton/Shoreditch ha sido popular entre los Young British Artists (YBAs) desde los años noventa, época en que era una zona degradada con industria ligera. Más reientemente ha pasado por una amplia remodelación con clubes, restaurantes y negocios. Hoxton es un lugar destacado con una zona central de hierba y árboles, de los que carece el vecindario. White Cube Hoxton Square cerró a finales de 2012.

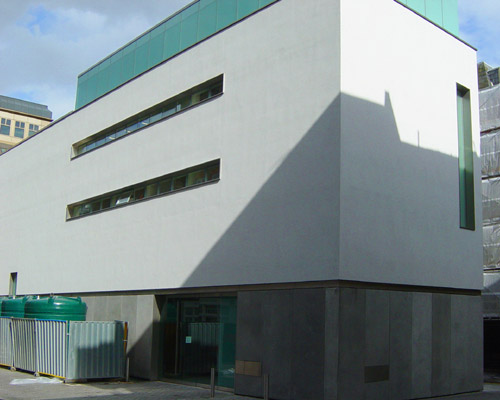
White Cube, St James's, London.

En septiembre de 2006, abrió un segundo lugar en el 25–26 Mason's Yard, frente a Duke Street, St. James's, sede original de la galería White Cube, en un lugar previamente ocupado por una subestación eléctrica. La galería, diseñada por MRJ Rundell & Associates, es el primer edificio individual que se construyó en la zona de St James's en más de 30 años.
En octubre de 2011 White Cube Bermondsey fue abierto en Bermondsey Street. El edificio fue anteriormente unos almacenes en los años setenta y un amplio espacio interior que hizo de ella, cuando se inauguró, la galería comercial más grande de Europa.
White Cube Hong Kong está situado en el 50 de Connaught Road, en el corazón del distrito central de Hong Kong. Es la única galería original White Cube que se encuentra fuera del Reino Unido. La galería se abrió en marzo de 2012. Muchos artistas han expuesto ya allí, incluyendo a Gilbert & George, Anselm Kiefer, Damien Hirst y Cerith Wyn Evans. 